# André Gattolin
André Gattolin, né le 24 juin 1960 à Bourgoin-Jallieu (Isère), est un universitaire et homme politique français. Membre d'Europe Écologie Les Verts (EÉLV) puis de La République en marche (LREM), il est sénateur des Hauts-de-Seine de 2011 à 2023.

## Biographie

### Famille
André-Jean Gattolin naît le 24 juin 1960 à Bourgoin-Jallieu. Il est père de cinq enfants.

### Études
Après des études secondaires effectuées à Lyon (lycée Jean-Perrin), il est diplômé de Sciences-Po Paris en 1984. L'année suivante, il obtient un DESS en études de marchés et d'opinion de Sciences-Po Paris, puis un DEA d'histoire sociale à l'École des hautes études en sciences sociales. En 2011, il devient docteur en science de l'information à l'université Sorbonne Nouvelle - Paris 3, sa thèse étant intitulée L'acte canularesque médiatique : dispositifs, procédés et enjeux communicationnels (Europe et Amérique du Nord, 2004-2008).

### Carrière universitaire
De 1988 à 1996, il est maître de conférences en information et communication à Sciences-Po Paris. Il reprend à partir de 2006 une activité d'enseignement en science de l'information à l'université Paris-Diderot et à l'université Sorbonne Nouvelle - Paris 3. Aujourd'hui[Quand ?], il enseigne toujours à l'université Sorbonne Nouvelle - Paris 3.

### Carrière professionnelle
Entre 1985 et 1995, il assure des fonctions de direction dans les départements politiques de différents instituts de sondage. Il est ainsi chargé de la coordination des enquêtes eurobaromètres à l'Institut Gallup pendant trois ans avant de devenir, en 1988, directeur des études politiques du CSA. Il sera nommé, en 1990, directeur des études marketing TV-Presse d'Ipsos, institut qu'il quitte en 1995.
En 1996, il devient directeur marketing du journal Libération. Il y travaille jusqu'à 2006, date à laquelle il y occupait le poste de directeur des études et du développement. Depuis 2006 jusqu'à son élection au Sénat, il travaille en indépendant comme conseil aux associations.
André Gattolin fut également journaliste au mensuel Actuel jusqu'à 1990.

### Parcours politique
À partir de 1981, il s'implique dans le Mouvement fédéraliste européen et participe aux actions du Parti radical italien avec entre autres Marco Pannella. En 1989, il est élu secrétaire fédéral du Parti radical transnational.
En 1998, il organise la campagne de Daniel Cohn-Bendit pour les élections européennes.
À partir de 2007, il participe avec des eurodéputés verts à la réflexion qui aboutit à la création d'Europe Écologie. En 2009, il intègre le comité exécutif de ce mouvement puis en devient délégué national adjoint.
Lors du renouvellement de la moitié du Sénat le 25 septembre 2011, il est le premier écologiste issu des Hauts-de-Seine à être élu parlementaire. Il siège dans le Groupe écologiste du Sénat. C'est un des rares parlementaires écologistes à avoir voté pour la ratification du traité de stabilité budgétaire européen.
Pour l'élection présidentielle de 2017, il parraine Daniel Cohn-Bendit, pourtant pas candidat, puis soutient Emmanuel Macron et son parti La République en marche. Il siège ensuite au sein du groupe parlementaire La République en marche au Sénat, ce qui provoque la disparition du groupe écologiste fin juin car  Jean-Vincent Placé, membre du groupe écologiste avant sa nomination au gouvernement, a décidé de ne pas revenir au sein du groupe écologiste en allant siéger au  groupe socialiste lors de son retour au Sénat.
Investi par La République en marche, il se présente aux élections sénatoriales de 2017 alors que le parti majoritaire ne dispose pratiquement d’aucun grand électeur dans les Hauts-de-Seine. Parvenant malgré tout à rassembler 218 suffrages sur les 2 304 votants, il est ainsi  réélu sénateur le 24 septembre 2017.
Pendant son second mandat, il revendique une liberté de vote sur de nombreux sujets et se distancie régulièrement du gouvernement. En juillet 2018, il soutient par exemple un amendement visant à inscrire dans la loi l’interdiction du glyphosate en France, estimant que cela permettrait « à notre pays d’être à la pointe dans ce secteur ».
En novembre 2020, il s’exprime sur BFMTV contre l’article 24 du projet de loi sécurité globale, qui prévoyait d’instaurer un délit de « provocation à l'identification » des membres des forces de l'ordre, et demande son retrait.
Il regrette en 2020 que le parti LREM soit « totalement affilié au président de la République ». Tout en renouvelant son soutien à ce dernier, il prévoit une « mort lente et annoncée de La République en Marche ».
Pour la présidentielle de 2022, il parraine Emmanuel Macron. En janvier 2023, il annonce qu'il ne sera pas candidat aux élections sénatoriales de septembre, et donc à un troisième mandat.

## Travaux parlementaires et prises de position

### Europe et Droits de l'Homme

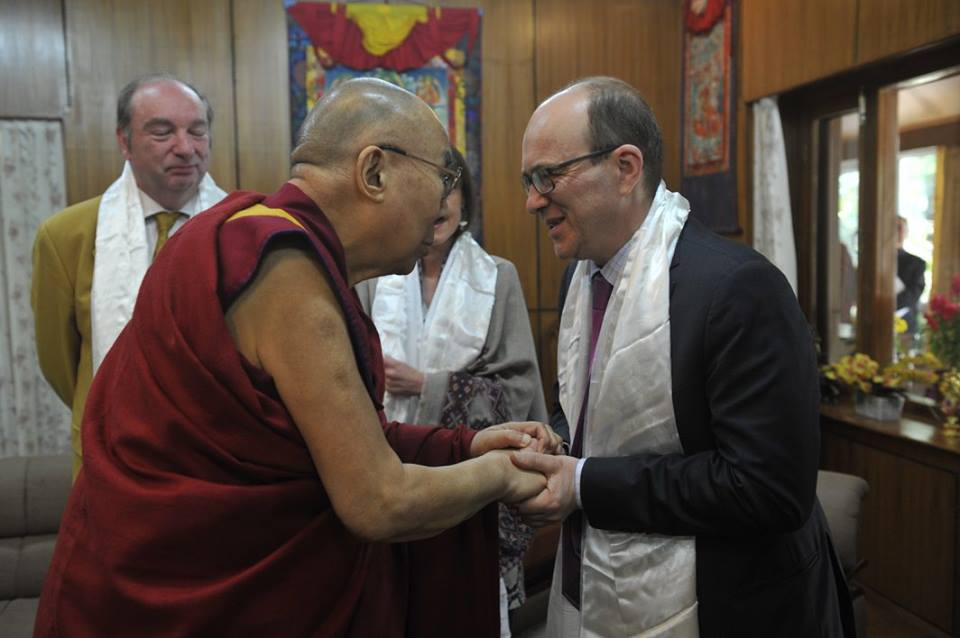
André Gattolin et le Dalaï Lama, le 21 mars 2016 à Dharamsala (Inde).

Membre de la Commission des affaires européennes du Sénat depuis son élection en 2011, André Gattolin en devient vice-président en 2014.
Pour cette commission, il est l’auteur de plusieurs rapports parlementaires marquants[réf. nécessaire], parmi lesquels :
- Arctique : préoccupations européennes pour un enjeu global[15] ;
- le Groenland, un carrefour entre l'Europe et l'Arctique[16] ;
- Union européenne et Arctique : pour une politique ambitieuse et étoffée[17] ;
- Europol et Eurojust : perspectives d’avenir[18] ;
- quelles protections pour les consommateurs européens à l’ère du numérique[19] ;
- politique spatiale 2021-2027 : l’Europe sur le pas de tir[20] ;
- intelligence artificielle : l’urgence d’une ambition européenne[21] ;
- l’État de droit en Hongrie, encore affaibli par la Covid-19[22].

Il est également pendant son mandat président du groupe d’amitié du Sénat "France-Europe du Nord".

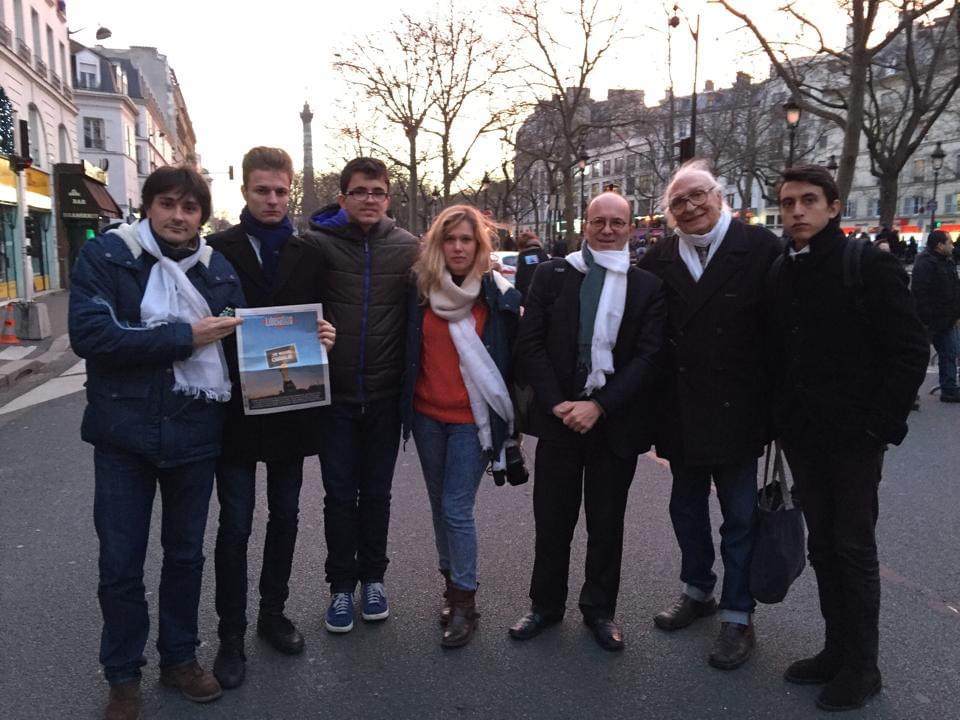
Marco Pannella avec André Gattolin, Matteo Angioli et Laura Harth à Paris, lors de la manifestation du 11 janvier 2015 à la suite des attentats de Charlie Hebdo et de l'Hyper Casher.

La défense des droits humains à l’échelle transnationale est aux fondements de l’engagement politique d’André Gattolin, depuis ses débuts dans la vie publique en Italie.
En 2014, il déclare à l’occasion de la commémoration des 25 ans de l’attribution du prix Nobel de la paix au Dalaï Lama : « nous avons mille façons de vouloir changer le monde, mais il en est une seule qui soit viable si nous voulons conserver la nature : la non-violence ». À ce titre, il estime qu’aux fondements de son engagement se trouvent la « désobéissance civile » théorisée par David Thoreau et la non-violence politique de Gandhi.
Ces dernières années, il a notamment accueilli, au Palais du Luxembourg, les colloques suivants :
- Raisons d’État contre État de droit, avec Marco Pannella (mars 2015) ;
- Situation de la minorité ouïgoure en Chine (juillet 2015) ;
- Pour la reconnaissance du droit de savoir, avec le GCRL (juin 2017) ;
- Situation de la minorité Khmer-Krom du Vietnam, avec l’UNPO (juin 2018) ;
- Disparitions forcées au Laos[24], en présence de Shui Meng, compagne de l’activiste disparu Sombath Somphone ; et de Sam Rainsy, co-président du parti du salut national du Combodge, en exil en France.

En mars 2016, il est membre de la mission d’observation des élections des représentants du Tibet en exil, à Dharamsala.

### Relations avec la Chine
Membre du Groupe d'information sur le Tibet au Sénat, il en devient vice-président en 2015.
En avril 2016, il est le tout premier parlementaire à alerter le gouvernement français sur l’attribution du statut d’économie de marché à la Chine, qui pourrait selon lui induire la disparition de milliers d’emplois en Europe.
En juin 2020, il est nommé co-président de l'Alliance parlementaire sur la Chine (IPAC), groupe international multipartite de législateurs travaillant à la réforme de la manière dont les pays démocratiques abordent la Chine. En avril 2023, avec 80 parlementaires de ce groupe, il appelle dans une tribune publiée dans Le Monde Catherine Colonna, ministre de l'Europe et des Affaires étrangères à déclarer l’ambassadeur de Chine populaire, Lu Shaye, persona non grata en France, après sa déclaration remettant en cause la souveraineté des États issus de l'éclatement de l'URSS.
Il signe en octobre 2019 dans Libération, avec la députée Laurianne Rossi, un appel à ce que la France s'engage contre le prélèvement forcé d'organes dans le monde, et notamment en Chine.
En octobre 2021, il est l'auteur d'un rapport visant à Mieux protéger notre patrimoine scientifique et nos libertés académiques, dans lequel il analyse les ingérences de la Chine dans le monde universitaire français, notamment au travers du maillage des Instituts confucius. Détaillant la forme que prennent ces ingérences, il a estimé au micro de France Inter que "l’autocensure est devenue sur certains sujets le mode dominant".
En décembre 2021, constatant des preuves de « génocide et de crimes contre l’humanité dans la région ouïghoure », il appelle au boycott diplomatique des Jeux olympiques d'hiver de 2022 à Pékin.

### Médias, communication et publicité

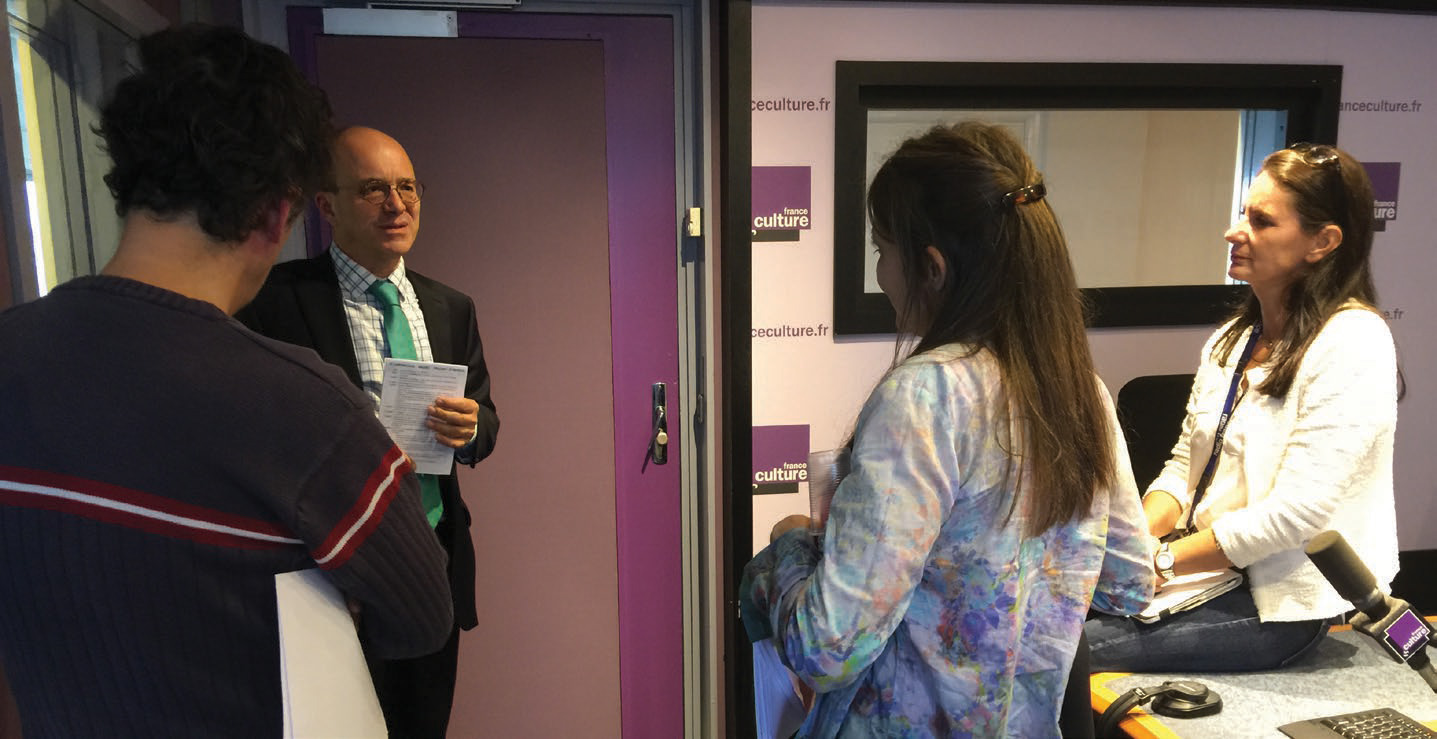
Moment d’échanges hors-antenne avec des journalistes de la rédaction de France Culture, le 30 mai 2015.

En 2015, il est co-auteur d'un rapport sur le financement de l'audiovisuel public, qui préconise une ambitieuse réforme visant à créer une "holding", France Médias, regroupant les entités de l'audiovisuel public à l'horizon 2020 : cette proposition sera retenue pour la présidentielle de 2017 dans le programme d'Emmanuel Macron. Ce rapport préconisait aussi d'élargir l'assiette de la redevance audiovisuelle pour abaisser son montant, en faisant une "contribution forfaitaire universelle sur le modèle allemand" ; de réduire la place de la publicité sur les antennes de France Télévisions tout en instaurant une "publicité raisonnée" ; ou encore mutualiser les forces de l'audiovisuel public sur le numérique pour créer une "plateforme numérique commune".
Il s'exprimera à plusieurs reprises en faveur d'une baisse du montant de la redevance audiovisuelle, comme sur RMC le 30 janvier 2019 : "la Cour des comptes a montré que de 2009 à 2016, elle a augmenté de 18%, rien à voir avec l'inflation ! Les gens sont-ils satisfaits des programmes ? Beaucoup de chaînes ne répondent pas à des missions de service public".
Dès le début de son premier mandat, André Gattolin constate l'échec de l'auto-régulation dans le domaine de la publicité destinée aux enfants : "c'est au service public, propriété d'abord de tous les Français, qu'il appartient de retrouver l'exemplarité qui fait partie de ses missions de service public, en cessant de diffuser des messages contraires à ses valeurs : informer, cultiver, distraire", écrit-il en janvier 2016.
À ce titre, il est à l'initiative d'une proposition de loi visant à supprimer la publicité dans les programmes jeunesse de la télévision publique, adoptée par le Sénat le 21 octobre 2015, par l'Assemblée Nationale le 14 janvier 2016 puis définitivement adoptée par le Sénat, en seconde lecture, le 7 décembre 2016. La loi est promulguée par François Hollande le 20 décembre 2016.
Invité de Jean-Jacques Bourdin sur RMC le 1er février 2018, il réagit à l'éviction de Mathieu Gallet de la présidence de  Radio France, estimant que "le CSA est à la fois juge et partie".
Il défend à cette occasion une réforme, au travers d'une proposition de loi qu'il a déposé en décembre 2017 pour réformer le mode de nomination des présidents des sociétés de l'audiovisuel public, estimant que "les précédentes nominations ont été marquées par une procédure complexe et opaque, un manque évident de transparence et de multiples critiques émanant de divers acteurs impliqués dans ce processus, parfois même exprimées publiquement". Ce texte confère aux conseils d'administration des chaînes concernées cette faculté, actuellement attribuée au CSA, et renforce l'indépendance de ces conseils d'administration en y réduisant le nombre des représentants de l'État et en y supprimant la présence de parlementaires.

### Institutions
En prévision des élections européennes de 2019, il estime que "aucune des huit circonscriptions créées en 2003, exception faite de l'Île-de-France, n'avait de cohérence", et propose à ce titre d'instaurer une circonscription unique pour la métropole, avec une circonscription à part pour l'Outre-Mer. C'est finalement un projet de loi du gouvernement en ce sens qui sera adopté le 23 mai 2018.
Estimant "injuste et incohérent" qu'on puisse être candidat à n'importe quelle élection dès 18 ans, mais qu'il faille attendre 23 ans pour se présenter aux élections sénatoriales, il dépose une proposition de loi organique pour abaisser à 18 ans l'âge d'éligibilité au Sénat. En séance publique, le 21 novembre 2018, le texte reçoit le soutien du gouvernement, dans une prise de parole de Laurent Nuñez, mais il ne sera pas adopté par le Sénat.

## Distinction
- Chevalier de la Légion d'honneur (2023)[48]

## Publications
- Reprenons la Bastille, avec Ariel Kyrou, Balland, 1988.
- La France blessée : une radiographie politique, codirigé avec François Miquet-Marty, Denoël-collection Médiations, 2003.
- L’idéal et le réel : Enquête sur l’identité de la gauche, avec François Miquet-Marty et Bernard Spitz, Plon/Fondation Jean-Jaurès, 2006.
- Que Faire ? Entretiens avec Daniel Cohn-Bendit, Hachette Littérature/Tapage, 2009. Réédition Fayard/Pluriel, 2010.
- Grandeur, candeur et malheur de l'écologie politique en France, avec Daniel Cohn-Bendit, Revue Ecorev', 2015
- Avec Richard Werly, Europe : rallumer les étoiles, éditions Nevicata, coll. « L'âme des peuples », 2020, 126 p. (ISBN 978-2875231420, lire en ligne).

## Détail des mandats et fonctions

### Au Sénat
- Sénateur des Hauts-de-Seine (2011-2023).
- Vice-président de la commission des Affaires étrangères et de la défense (2020-2023)
- Vice-président de la commission des Affaires européennes (2014-2023)[49],[50].
- Membre de la commission culture (2011-2014 et 2017-2020).
- Vice-président de la commission des Finances (2014-2017).
- Secrétaire de la commission des Affaires européennes (2011-2014).

### Fonctions politiques et associatives
- Membre du Conseil de La République en marche[51].
- Vice-président du Mouvement européen - France (à partir de 2014)[52].
- Délégué national adjoint d'Europe Écologie Les Verts (2009-2011).
- Co-délégué aux élections d'Europe Écologie Les Verts (2010-2011).
- Secrétaire fédéral du Parti radical transnational (1989).
- Secrétaire général des Jeunesses européennes fédéralistes en Île-de-France (1983-1986).

### Autres fonctions
- Membre du conseil d'administration de la chaîne parlementaire Public Sénat (2016-?)[53].
- Membre titulaire de la commission de modernisation de la diffusion audiovisuelle (20 décembre 2017-?).